# Lado Leskovar
Vladimir "Lado" Leskovar (Ljubljana 23. ožujka 1942.-) je slovenski pjevač zabavne glazbe i glumac popularan 1960-ih godina prošlog stoljeća.

## Životopis
Nakon osnovne škole odlazi u Piran na Pomorsku srednju školu, koju završava 1961. godine. Kako je rođen u glazbenoj obitelji (otac dirigent vojnog orkestra, stric glazbenik)  i mali Lado je ubrzo ušao u svijet glazbe i estrade, bio je član dječjih glazbenih i dramskih skupina. Već 1951. nastupa u sporednoj ulozi u tadašnjem velikom filmskom hitu Kekec. Za školovanja u Piranu, počinje nastupati na na omladinskim plesnim zabavama sa školskim orkestrom. Od 1958. zabavlja turiste kao profesionalni pjevač na hotelskim terasama Portoroža. Prvu singl ploču Bil sem mlajši kakor ti (Bio sam mlađi od tebe) snima 1963., te iste godine pobjeđuje na festivalu Slovenska popevka u Bledu, s pjesmom Malokdaj se srečava (Rijetko se srećemo). Potom slijedi najveći uspjeh Lade Leskovara na tadašnjoj jugoslavenskoj estradi pobjeda na Opatijskom festivalu 1964. s pjesmom Potraži me u predgrađu, Zdenka Runjića i Drage Britvića. Ta pjesma donijela je Ladi veliku popularnost, nakon nje Lado je rado viđen gost svih tadašnjih festivala zabavne glazbe i televizijskih kuća, odlazi na brojne turneje kao dio pjevačke ekipe. Lado Leskovar je zastupao Jugoslaviju na Pjesmi Eurovizije 1967. u Beču, otpjevavši pjesmu Vse rože sveta (Urban Koder, Milan Lindič) i bio osmi od 17 sudionika. Lado je također glumio u filmovima;  Grajski biki (redatelj Jože Pogačnik, Viba film 1967.), Kade po dozdot (Kuda poslije kiše) (redatelj Vladan Slijepčević, Vardar fim 1967.), Isadora (redatelj Karel Reisz, Hakim, Paris Film, Universal Pictures)
Od 1980-ih Lado Leskovar se okreće novinarstvu, radi na RTV Slovenija kao urednik novinar (komentator). Od 1998. godine je nacionalni UNICEF-ov veleposlanik.
- Albumi Lada Leskovara
- Bil sem mlajši kakor ti (1963)
- Memfis Tenesi (1966)
- Vse rože sveta (1967)
- Čestitke (1968)
- Hej brigade (1969)

## Vanjske poveznice
- Životopis na portalu Barikada.com  Arhivirana inačica izvorne stranice od 5. srpnja 2009. (Wayback Machine)